# プチョヘンザ
プチョヘンザとは、若者の間で使用される流行語である。英語の「Put your hands up」を日本語で表記したものであり、「手を挙げろ」や「盛り上がろう」といった意味を持つ。

## 概要
主にヒップホップのライブなどで使われる言葉「Put your hands up」が由来であるが、現在はライブやクラブだけでなく、日常会話でも使用される言葉である。
この言葉が広まった理由については諸説があり、例えば「嵐の櫻井翔がテレビ番組で使ったから」といった説がある。